# Adam Idah
Adam Idah (Cork, 11 de febrero de 2001) es un futbolista irlandés. Juega de delantero y su equipo es el Celtic F. C. de la Scottish Premiership.

## Biografía
Tras empezar a formarse como futbolista en el College Corinthians y posteriormente en el Norwich City F. C., tras doce años subió al primer equipo, haciendo su debut el 27 de agosto de 2019 en la Copa de la Liga contra el Crawley Town F. C., llegando a jugar la totalidad de los 90 minutos del partido, el cual finalizó con un resultado de 1-0.

## Selección nacional
Tras haber sido internacional en categorías inferiores con Irlanda, el 3 de septiembre de 2020 hizo su debut con la selección absoluta en un encuentro de la Liga de Naciones de la UEFA 2020-21 ante Bulgaria que terminó en empate a uno.

## Clubes
| Club                  | País       | Año       | Partidos | Goles |
| --------------------- | ---------- | --------- | -------- | ----- |
| Norwich City F. C.    | Inglaterra | 2019-2024 | 115      | 17    |
| Celtic F. C. (cedido) | Escocia    | 2024      | 19       | 9     |
| Norwich City F. C.    | Inglaterra | 2024      | 1        | 0     |
| Celtic F. C.          | Escocia    | 2024-     | 53       | 20    |

## Palmarés

### Títulos nacionales
| Título                     | Club         | País    | Año  |
| -------------------------- | ------------ | ------- | ---- |
| Scottish Premiership       | Celtic F. C. | Escocia | 2024 |
| Copa de Escocia            | Celtic F. C. | Escocia | 2024 |
| Copa de la Liga de Escocia | Celtic F. C. | Escocia | 2025 |
| Scottish Premiership       | Celtic F. C. | Escocia | 2025 |